# 빅토리아 쇼우

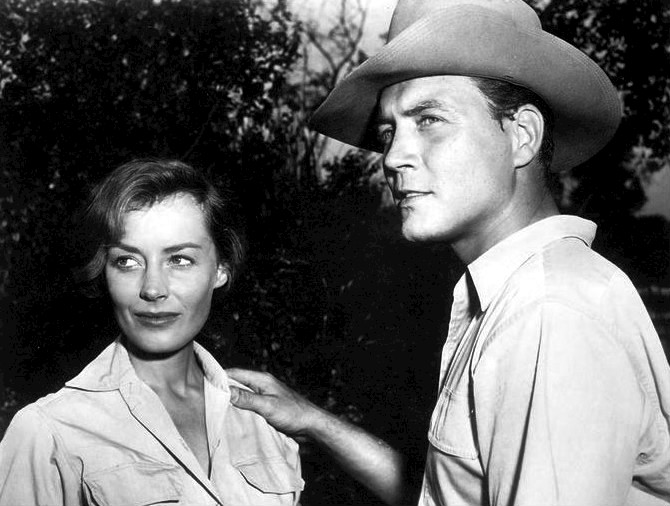

빅토리아 쇼(Victoria Shaw, 1935년 5월 25일 ~ 1988년 8월 17일)는 오스트레일리아의 배우이다.
시드니에서 태어났으며 시드니에서 사망하였다. 사인은 폐기종이다.

## 출연 작품
- 이색지대 (1973년)
- 결혼을 어떻게 하나요 (1969년)
- 알바레즈 켈리 (1966년)
- 0011 나폴레옹 솔로 - 구사일생 (1964년)
- 엣지 오브 이터너티 (1959년) - 제니스 켄던 역
- 애심(영어판) (1956년)

### 텔레비전
- FBI (1965년)